# Christopher Young

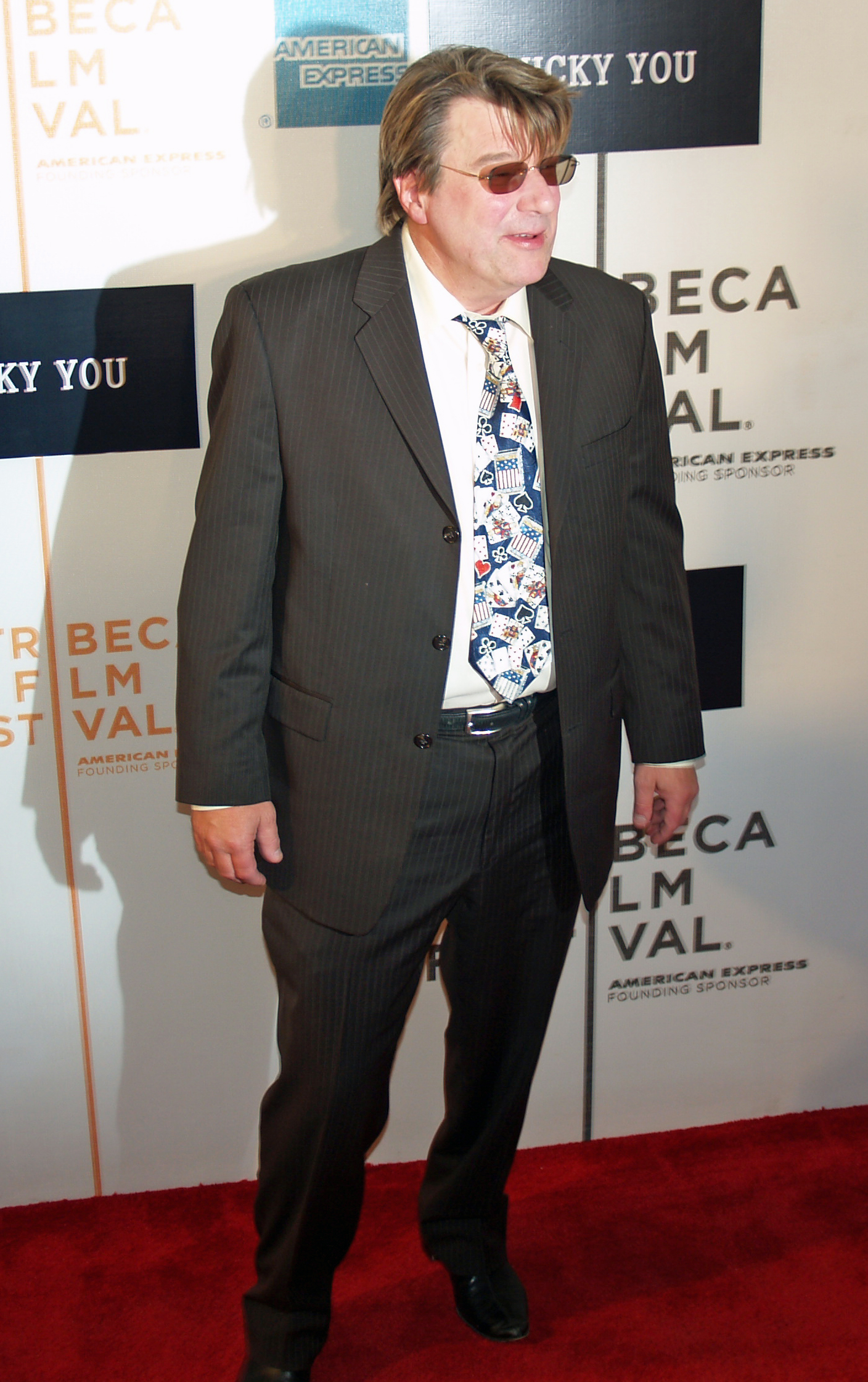
Christopher Young

Christopher Young (* 28. April 1957 in Red Bank, New Jersey) ist ein US-amerikanischer Komponist von Filmmusik.

## Leben
Er erhielt am Massachusetts Hampshire College den Bachelor in Musik und führte sein Studium an der North Texas State Universität weiter, bevor er im Jahr 1980 nach Los Angeles umzog. Dort arbeitete er zunächst als Jazz-Schlagzeuger, orientierte sich jedoch bald neu und studierte an der UCLA Film School unter dem Filmmusikkomponisten David Raksin.
Seit 1982 ist Christopher Young als eigenständiger Komponist für Filmmusik tätig und hat bis heute Filmmusiken zu über 110 Spielfilmen komponiert. Zur Filmmusik fand Young, der als Jugendlicher großer Fan von Science-Fiction- und Horrorfilmen war, durch eine Schallplatte mit dem Titel The Fantasy Film World of Bernard Herrmann, auf die er in einem Plattenladen, in dem Young Stammkunde war, in seiner Heimatstadt Red Bank stieß. Der Komponist Bernard Herrmann verfasste den Soundtrack für bedeutende Filme wie Psycho von Regisseur Alfred Hitchcock und Die Reise zum Mittelpunkt der Erde.
Für seine Arbeit an Hellbound – Hellraiser II gewann er 1990 einen Saturn Award. Für die Filme Verlockende Falle, Passwort: Swordfish und Der Fluch – The Grudge gewann er je einen BMI Film & TV Award.

## Filmografie (Auswahl)
- 1981: The Dorm That Dripped Blood
- 1982: Am Highpoint flippt die Meute aus (Highpoint)
- 1985: Nightmare II – Die Rache (A Nightmare on Elm Street Part 2: Freddy’s Revenge)
- 1985: Barbarian Queen
- 1985: Wizards of the Lost Kingdom
- 1986: Ragman (Trick or Treat)
- 1986: Invasion vom Mars (Invaders from Mars)
- 1986: Inferno USA (Hostage Dallas)
- 1987: Hellraiser – Das Tor zur Hölle (Hellraiser)
- 1987: Blumen der Nacht (Flowers in the Attic)
- 1988: Hellbound – Hellraiser II (Hellbound: Hellraiser II)
- 1988: BAT-21 – Mitten im Feuer (Bat*21)
- 1989: Die Fliege 2 (The Fly II)
- 1989: Barbarian Queen II (Barbarian Queen II: The Empress Strikes Back)
- 1989: Tödliches Versteck (Hider in the House)
- 1992: Rapid Fire – Unbewaffnet und extrem gefährlich (Rapid Fire)
- 1992: Jennifer 8 (Jennifer Eight)
- 1993: Stephen Kings Stark (The Dark Half)
- 1994: Nightmare Lover (Dream Lover)
- 1995: Murder in the First
- 1995: Species
- 1995: Copykill (Copycat)
- 1995: Virtuosity
- 1996: Marilyn – Ihr Leben (Norma Jean & Marilyn)
- 1997: Mord im Weißen Haus (Murder at 1600)
- 1997: Agent Null Null Nix (The Man Who Knew Too Little)
- 1998: Judas Kiss
- 1998: Düstere Legenden (Urban Legend)
- 1998: Eisige Stille (Hush)
- 1998: Rounders
- 1998: Hard Rain
- 1999: Verlockende Falle (Entrapment)
- 1999: The Big Kahuna – Ein dicker Fisch (The Big Kahuna)
- 2000: Die WonderBoys (Wonder Boys)
- 2000: The Gift – Die dunkle Gabe (The Gift)
- 2001: Passwort: Swordfish (Swordfish)
- 2001: The Glass House
- 2001: Schiffsmeldungen (The Shipping News)
- 2001: Banditen! (Bandits)
- 2003: The Core – Der innere Kern (The Core)
- 2003: Shade
- 2003: Das Urteil – Jeder ist käuflich (Runaway Jury)
- 2003: Shortcut to Happiness – Der Teufel steckt im Detail (The Devil and Daniel Webster)
- 2004: Ein Werk Gottes (Something the Lord Made)
- 2004: Der Fluch – The Grudge (The Grudge)
- 2004: Spider-Man 2 (Mitarbeit)
- 2005: Beauty Shop
- 2005: Der Exorzismus von Emily Rose (The Exorcism of Emily Rose)
- 2006: Der Fluch – The Grudge 2 (The Grudge 2)
- 2007: Ghost Rider
- 2007: Spider-Man 3
- 2007: Glück im Spiel (Lucky You)
- 2008: Sleepwalking
- 2008: Untraceable
- 2008: Scarecrow
- 2009: Drag Me to Hell
- 2009: Creation
- 2009: Der Fluch der 2 Schwestern (The Uninvited)
- 2010: When in Rome – Fünf Männer sind vier zuviel (When in Rome)
- 2011: Priest
- 2011: The Rum Diary
- 2012: Sinister
- 2013: Killing Season
- 2013: A Madea Christmas
- 2014: The Monkey King
- 2014: The Single Moms Club
- 2014: Erlöse uns von dem Bösen (Deliver Us from Evil)
- 2016: The Monkey King 2
- 2019: Friedhof der Kuscheltiere (Pet Sematary)
- 2020: The Empty Man
- 2022: Guillermo del Toro’s Cabinet of Curiosities (Fernsehserie, Episode 1x03)
- 2023: Nosferatu – Eine Symphonie des Grauens (Neuvertonung)